# 红门河乡
红门河乡是中国陕西省商洛市商州区下辖的一个乡。

## 行政区划
红门河乡下辖以下行政区：
红门河村、大商塬村、磨沟庙村、小韩峪村、白杨村、龙床沟村、竹园村